# Tujmazy
Tujmazy è una città della Russia europea  centro-orientale (Repubblica Autonoma della Baschiria). Sorge nella zona delle alture di Bugul'ma e Belebej, sul fiume Usen', 170 km ad ovest della capitale Ufa. È il capoluogo amministrativo del rajon Tujmazinskij.
La cittadina venne fondata nel 1912 lungo la allora neocostruita ferrovia da Simbirsk (odierna Samara a Ufa, si sviluppò nei decenni successivi come centro petrolifero; ottenne lo status di città nel 1960.